# Calpurnia (Band)
Calpurnia war eine kanadische Indie-Rockband, die 2017 in Vancouver gegründet wurde und sich am 8. November 2019 auflöste. Die Band bestand  aus Finn Wolfhard (Gesang, Gitarre), Malcolm Craig (Schlagzeug), Ayla Tesler-Mabe (Gitarre, Gesang) und Jack Anderson (Bass).

## Bandgeschichte

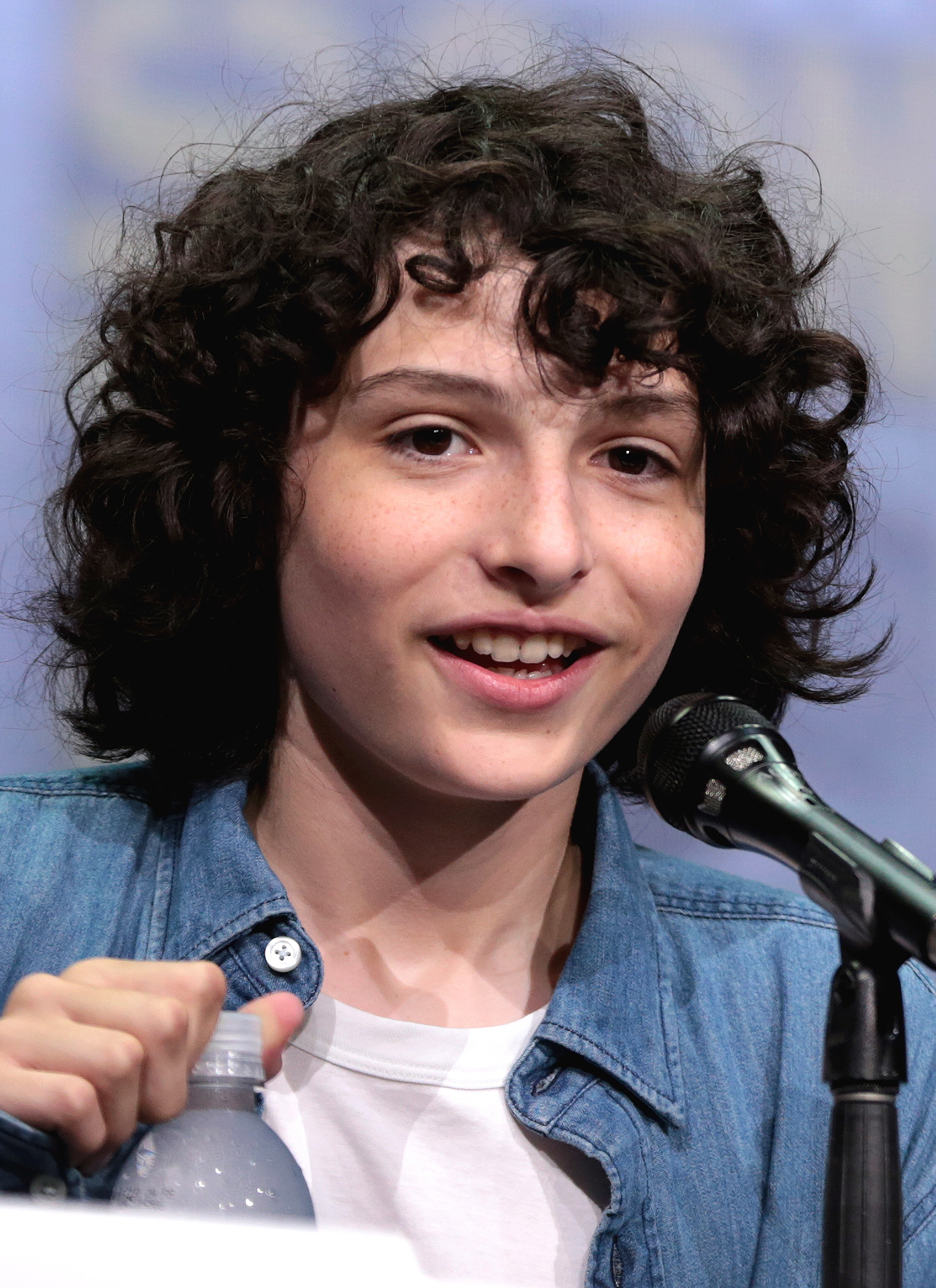
Finn Wolfhard (2017)

Die Band wurde hauptsächlich von Finn Wolfhard geleitet. Wolfhard traf den Schlagzeuger Malcolm Craig 2014 während der Dreharbeiten für das Musikvideo Guilt Trip von PUP. Anderson trat der Band bei, als sie gemeinsam für eine Wohltätigkeitsveranstaltung spielten. Tesler-Mabe stieß als Freund Andersons aus dem Rock Camp dazu. Offiziell wurde die Band 2017 mit der Veröffentlichung ihres Coversongs Wanted You (Twin Peaks) gegründet.
City Boy, die Debütsingle der Band, erschien am 7. März 2018. Zudem veröffentlichten sie am 18. Mai 2018 die Single Greyhound als erste Single als Schallplatte. Die EP Scout wurde am 15. Juni 2018 veröffentlicht.

## Diskografie

### EPs
- 2018: Scout (Royal Mountain Records / Transgressive Records)

### Singles
- 2018: City Boy (paradYse)
- 2018: Greyhound / Louie (Royal Mountain Records)
- 2018: Wasting Time
- 2018: Blame
- 2018: Waves
- 2019: Cell (Royal Mountain Records)

### Coversongs
- 2017: Pixies – Where Is My Mind
- 2017: Twin Peaks – Wanted You
- 2017: Mac Demarco – My Kind of Woman
- 2017: Weezer – El Scorcho
- 2017: New Order – Age of Consent
- 2018: Weezer – Say It Ain't So
- 2019: Shocking Blue – Love Buzz
- 2019: Television – Marquee Moon